# Karol Iwanicki
Karol Iwanicki (ur. 6 września 1870 w Tahańczy, zm. 10 grudnia 1941 w Kazachstanie) – polski architekt.

## Życiorys
Urodził się 6 września 1870 w Tahańczy na terenach dzisiejszej Ukrainy, w rodzinie Ludwika (1835–1892) i Ludwiki z Makarowiczów (1844–1916). Ukończył w 1889 szkołę realną w Kijowie, w 1894 Wydział Architektoniczny Politechniki Lwowskiej. Do 1919 praktykował w Kijowie, pierwszą jego znaczącą pracą był Bank Państwowy wraz z prof. A.W. Kobelewem. W 1917 w Kijowie wydał poradnik zatytułowany „Budownictwo wiejskie”. Zawierał on wiedzę "o technologii i zwyczajach budowlanych na ziemiach polskich w początku XX wieku i przyczynkiem do historii dworu, budownictwa i ziemiaństwa polskiego". Informacje w nim zawarte są na tyle interesujące, że w 2015 wydany został reprint. W styczniu 1919 zamieszkał w Warszawie a następnie w Lublinie. Został mianowany architektem miejskim, w latach 1920–1923 był naczelnikiem wydziału architektoniczno-budowlanego Dyrekcji Robót Publicznych Województwa Lubelskiego. W latach 1923–1925 był dyrektorem robót publicznych województwa lubelskiego. Od 1925 pracował w Warszawie jako radca budownictwa w Dyrekcji Robót Publicznych przy Urzędzie Wojewódzkim oraz rozpoczął współpracę z Ministerstwem Spraw Zagranicznych. W 1925 jego projekt budynku w stylu dworkowym ambasady RP w Ankarze został wybrany i skierowany do realizacji. 27 listopada 1929 został odznaczony Krzyżem Oficerskim Orderu Odrodzenia Polski.
```
Jak wspomina radca poselstwa Jan Gawroński: „siedziba nasza świeciła swą staromodną elegancją między brzydkim, choć nowoczesnym gmachem ambasady radzieckiej, a szeregiem nie mniej brzydkich koszmarowych blików zbudowanych naprędce przez Niemców”
[
5
]
.
```

Gmach w stolicy Turcji był początkiem współpracy Iwanickiego z MSZ II RP. W 1930 dokonał przebudowy kamienicy dla Konsulatu RP w Berlinie, projekt siedziby dla konsulatu w Królewcu. Był osobą odpowiedzialną za wybór obiektów dla ambasad w Bukareszcie, Wiedniu, Hadze oraz konsulatu w Lille. Wykonał również projekt budynku konsulatu w Dyneburgu.
Od 21 sierpnia 1906 był mężem Marii Anny z Sawickich h. Nowina (1881–1942). Mieli córkę i trzech synów.
W czerwcu 1941 razem z żoną zostali deportowani na Syberię. W Rubcowsku w prowincji Ałtaj zostali umieszczeni w obozie pracy przymusowej. Następnie zostali przewiezieni do Ałmaty w Kazachstanie, do pracy w obozie pracy przy wydobywaniu alabastru. Tam zostali rozdzieleni, Karol Iwanicki trafił do uzbeckiej Międzynarodowej Komuny w Kommunie (k. Taszkientu i między Zhuynek a Qizilzhol), Turkiestan, obwód aszchysyjski, Kazachstan, gdzie uczył w szkole matematyczno-budowlanej, a żona do Sary-Tash w prowincji Osz, później do Jalal-Abad w prowincji Jalal-Abad w Kirgistanie. Różne źródła podają datę śmierci Karola Iwanickiego jako 10 grudnia 1941, 31 grudnia 1941 i 10 stycznia 1942, ale w akcie zgonu żony podano, że zmarł w pierwszej połowie grudnia 1941, więc wybór 10 grudnia 1941 wydaje się najbardziej prawdopodobny. Dokładne miejsce jego śmierci również nie jest znane.

## Prace
- szpital  w  Kijowie,
- gmach  Korpusu Kadetów  w  Sumach
- siedzib  Banku  Państwa w Równem
- Rezydencje i dwory na  Ukrainie:
  - Buki,
  - Turski Las,
  - Kosara,
  - Bucz,
  - Machnówka,
  - Chodorków,
  - Kornin
- na Podolu:
  - Jówki Rypna,
  - Dołhowce,
- na  Wołyniu dwa dwory Uszomierz i Iskorość dla siebie.